# Konec (Červený trpaslík)
Konec (v anglickém originále The End) je první epizoda britského sci-fi sitcomu Červený trpaslík. Poprvé byla odvysílána 15. února 1988 na kanálu BBC2, v České televizi pak 8. ledna 1999. Než byla schválena konečná podoba scénáře, BBC odmítla během tří let tři jeho předchozí varianty. Natáčení a produkce seriálu se navíc zpozdily díky stávce elektrikářů v BBC a byly obnoveny až po vyřešení všech problémů.

## Námět
Na těžařské lodi Červený trpaslík dojde k nehodě, kterou přežije pouze jeden člověk, Dave Lister, který je toho času za trest ve stázové komoře. Palubní počítač Holly odvede loď do hlubokého vesmíru a až radiace dosáhne bezpečné úrovně, propustí Listera z komory. Jenže mezitím uplynuly tři miliony let...

## Děj
Dave Lister a Arnold Rimmer byli přiděleni k opravě zařízení na výdej kuřecí polévky na vesmírné těžařské lodi Červený trpaslík. Rimmer je Listerův nadřízený, je také panovačný, puntíčkářský a nesnesitelný, což je přesný opak bohémského a veselého Listera. Mezi oběma dojde k hádce a Rimmer napíše Listera do hlášení. Rimmer je také ctižádostivý a později se pokusí složit zkoušku z vesmírného inženýrství (již podvanácté), jenže místo učení si taháky popíše celé tělo. Rimmerovi plán nevyjde, neboť si text napsaný černou fixou setře a následně psychicky zkolabuje. Mezitím je Lister předvolán do kapitánovy kanceláře. Kapitán Hollister udělí Daveovi trest 18 měsíců ve stázové kóji a propadnutí platu za přechovávání kočky jménem Frankenstein, kterou si Lister přivezl z dovolené na Titanu a která neprošla karanténou.
Poté, co je Lister uvězněn ve stázi, zfušuje Rimmer opravu tepelného štítu. Dojde k havárii a celá loď je zasažena smrtelnou dávkou radiace. Celá posádka zahyne, avšak březí kočka Frankenstein bezpečně uzavřená ve skladišti přežije a přivede na svět koťata. Po třech milionech let, kdy radiace konečně klesne na bezpečnou úroveň, pustí lodní počítač Holly Listera ze stáze. Holly se snaží poslednímu žijícímu člověku vysvětlit, že celá posádka je mrtvá, ale Dave to stále není schopen pochopit. Když to konečně začne chápat, zeptá se Hollyho, zda je tedy na lodi úplně sám. Ten mu odpoví, že prakticky vzato ano, načež se objeví holografická simulace Rimmera. Lister brzy zjišťuje, že se Arnold za ty tři miliony let vůbec nezměnil, je stále stejně nesnesitelný. Oba se vzápětí setkají s Kocourem, jedním ze vzdálených potomků Frankensteina, z nichž se za tři miliony let vyvinul druh Felis sapiens.
Lister měl před nehodou plán: chtěl si koupit farmu na Fidži, chovat zde ovce a krávu a tři koně. A tak v nastalé situaci prohlásí: "Já mám svůj plán! A taky mám kočku. Sice to není Frankenstein, ale kočka to je. Holly? Změň kurz na Fidži! Dej si pozor, Země, - sliz se vrací domů!!!"

## Zajímavosti
- Scénář epizody sepsali Rob Grant a Doug Naylor v chatě otce Douga Naylora ve Walesu již v roce 1983, jenže BBC přijala až třetí přepracovaný scénář v roce 1986.
- Původní scénář popisoval Listera jako jednačtyřicetiletého muže a Holly jako osobu ženského pohlaví. Tyto detaily byly změněny během castingu. Lister měl původně strávit ve stázi celých sedm bilionů let, což bylo zredukováno na tři miliony. Písní na pohřbu George McIntyrea se tak stala "See Ya Later Alligator" a ne původně navrhovaná "Heaven is Ten Zillion Light Years Away" od Stevieho Wondera.[4]
- Počet členů posádky byl ze 129 zvýšen na 169 (tento údaj je sporný) a scéna, v níž Lister provádí pohřeb zesnulých členů posádky, byla vypuštěna.[4]
- Jako první byl obsazen Norman Lovett, který se původně ucházel o roli Rimmera, nicméně Grant a Naylor mu nabídli roli Hollyho, kterou přijal. Chris Barrie již předtím spolupracoval s Grantem a Naylorem a ucházel se jak o roli Rimmera, tak Listera. Známí herci Alan Rickman a Alfred Molina se castingu také účastnili, ale roli nedostali proto, že u nich nebylo zaručeno, že zůstanou až do konce natáčení. Původní plán producenta Paula Jacksona totiž počítal se dvěma řadami, stejně jako v seriálu Mladí v partě.
- Kocourův růžový oblek byl ušit podle svatebního obleku otce Dannyho Johna-Julese, jen se změnila barva.[4]
- Rob Grant a Doug Naylor byli nespokojeni s rekvizitami Červeného trpaslíka, zvláště s jednotnou šedou barvou. Doug Naylor zpětně prohlásil: "Skutečnost, že série vypadala tak lacině, všechno bylo šedivé a zdálo se, že se to každou chvíli rozpadne, nám nadělala mnoho přátel, protože lidem se nás zželelo. Kdybychom do toho šli rovnou s nejmodernější technikou a nablýskanými rekvizitami, možná by to nevyšlo."[4]

## Kulturní odkazy
- Holly zmíní tragédii Williama Shakespeara Hamlet.